# Lipocosma antonialis
Lipocosma antonialis là một loài bướm đêm trong họ Crambidae.